# Acanthocereus chiapensis
Acanthocereus chiapensis es una especie de planta suculenta perteneciente al género Acanthocereus, dentro de la familia Cactaceae. Se distribuye por Guatemala, Honduras y sureste de México y anteriormente se le conocía como Peniocereus chiapensis.

## Descripción

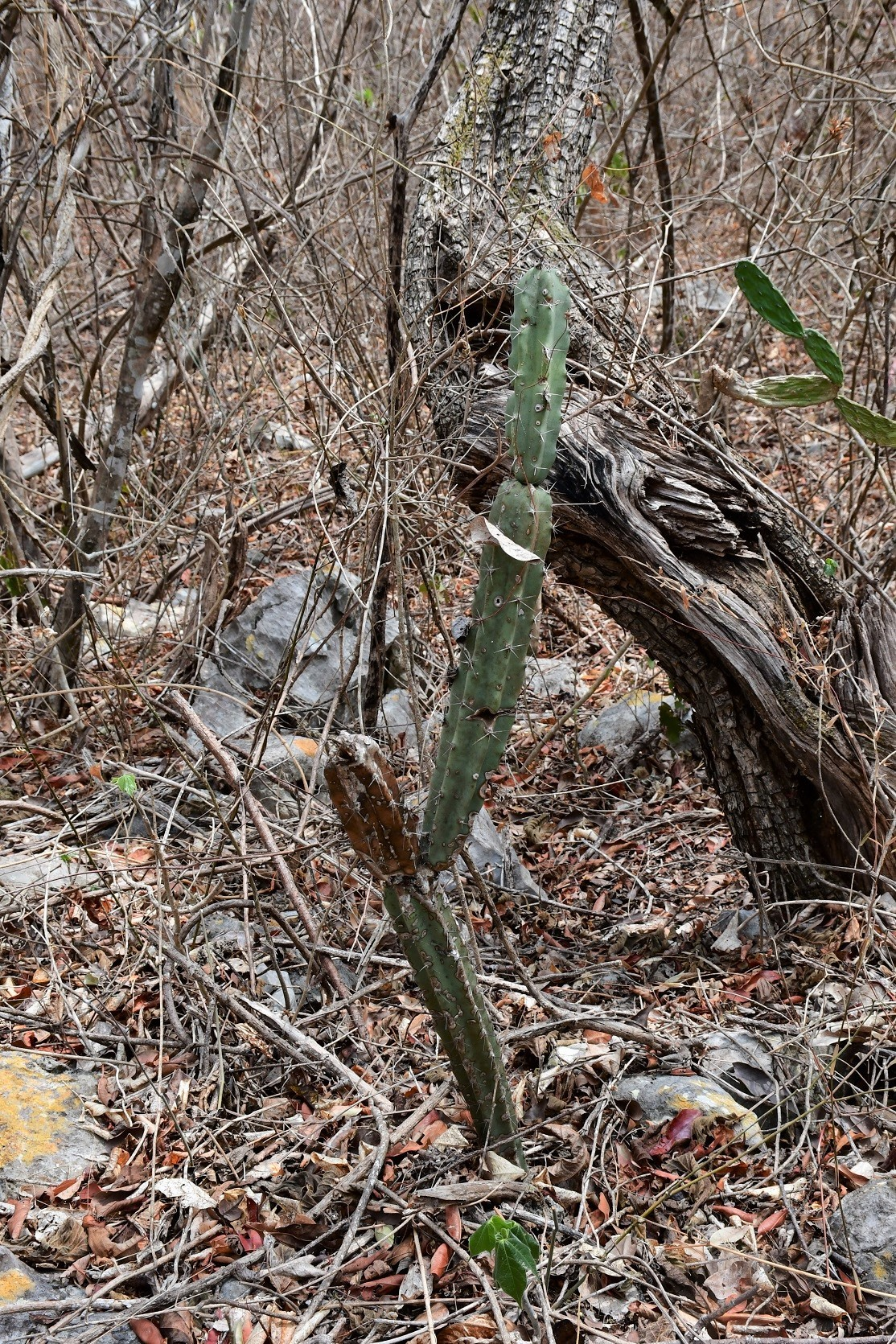
Porte de la planta en su hábitat

Acanthocereus chiapensis es una especie de cactus trepador o rastrero que crece como un arbusto con tallos que se ramifican desde la base, alcanzando alturas de 1,7 a 2 metros (raramente hasta 3,5 metros), con un diámetro de hasta 11,5 cm.
Las raíces, relativamente delgadas, son tuberosas y tienen un diámetro de 2 a 4 cm. Los tallos jóvenes presentan de seis a nueve costillas y los más viejos de cuatro a siete (raramente de tres a ocho). Además presentan de cuatro a nueve  espinas (raramente hasta 15) de longitud desigual, de color beige o gris, con una punta de color marrón rojizo. Miden de 1 a 3,5 cm de largo.

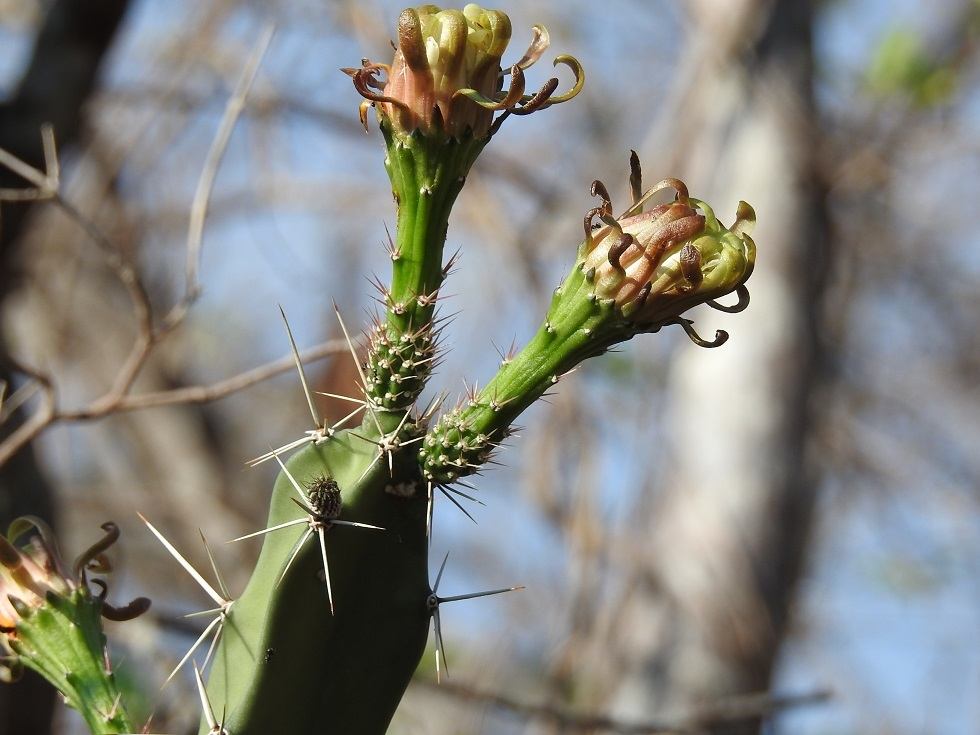
Panta en flor

Las flores, en forma de embudo, son de color verde amarillento a blanco, miden de 8 a 12 cm de largo y tienen un diámetro de 2,5 a 3 cm. Los frutos, casi esféricos, de color rojo intenso, alcanzan una longitud de 3,5 a 5,5 m y un diámetro de 2,3 a 4 cm, con la pulpa de color rojo.

## Distribución y hábitat

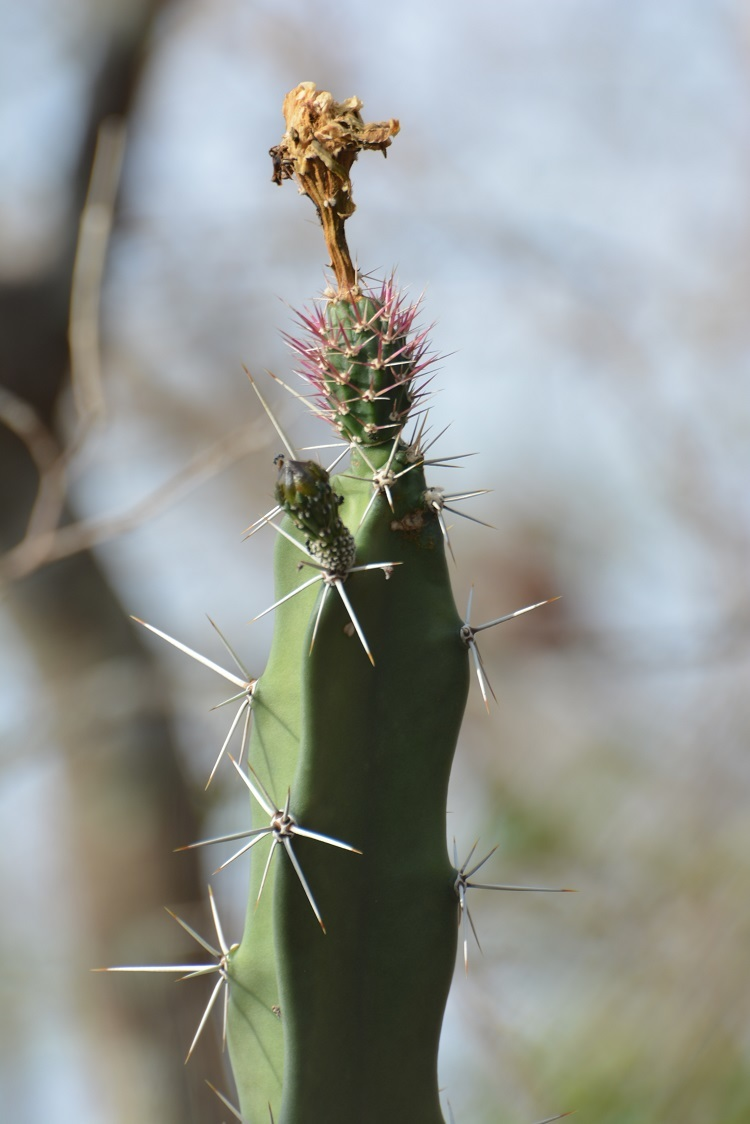
Detalle del fruto

El área de distribución nativa de esta especie es desde México (Chiapas) hasta Honduras y crece principalmente en el bioma tropical estacionalmente seco.

## Taxonomía
Acanthocereus chiapensis fue descrita por la botánica mexicana Helia Bravo Hollis y publicada por primera vez en Cactáceas y Suculentas Mexicanas 17: 117 en 1972.

Etimología
- Acanthocereus: nombre genérico que deriva de las palabras griegas akantha (que significa 'espinoso') y cereus (que significa 'vela', 'cirio'), haciendo referencia a su forma columnar espinosa.[5]
- chiapensis: epíteto específico que hace referencia al estado mexicano de Chiapas, lugar donde se descubrió esta especie.

## Estado de conservación
En la Lista Roja de Especies Amenazadas de la UICN, la especie está clasificada como “Vulnerable (VU)”.

## Usos
Se cultiva principalmente como planta ornamental y su propagación se realiza normalmente a través de semillas o esquejes. Las semillas deben sembrarse en una mezcla de tierra con buen drenaje y mantenerse cálidas y húmedas hasta que germinen. Los esquejes deben tomarse durante la temporada de crecimiento y dejarse secar durante varios días antes de plantarlos en una mezcla de tierra con buen drenaje.
Además, los frutos son comestibles, por lo que en su área de distribución nativa se consumen comúnmente frescos o se utilizan para hacer mermeladas y jaleas. Los tallos de la planta también se comen a veces, ya sea cocidos o crudos.